# Bianca Cappello (film)
Bianca Cappello è un cortometraggio muto del 1909 diretto da Mario Caserini.

## Distribuzione
- Finlandia: ottobre 1909
- Francia: ottobre 1909
- Germania: 23 ottobre 1909
- Italia: 1909
- Regno Unito: ottobre 1909